# Seppo Heikinheimo

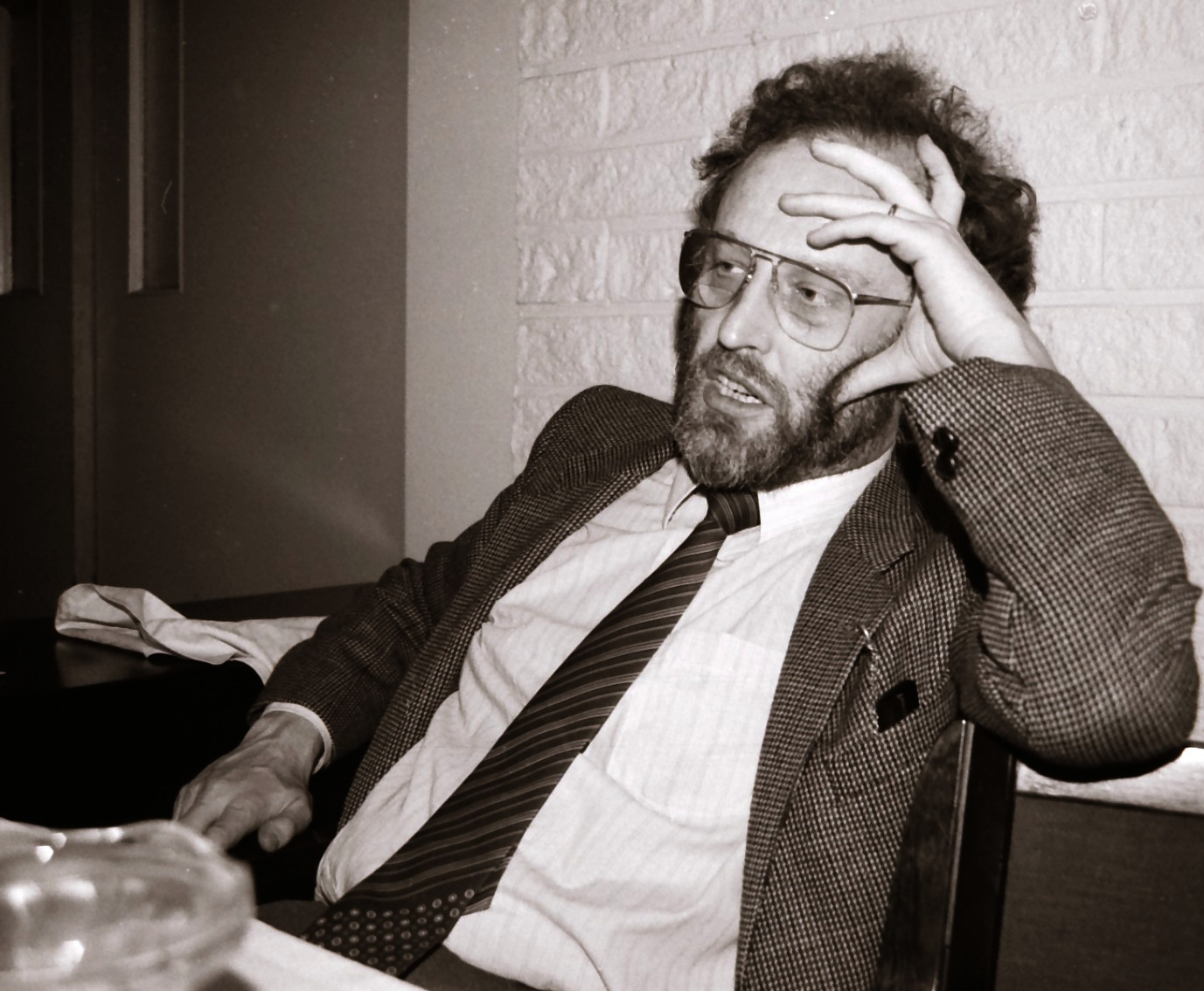
Seppo Heikinheimo år 1985.

Seppo Erkki Sakari Heikinheimo, född 3 juni 1938 i Helsingfors, död 26 maj 1997 i Helsingfors, var en finsk musikvetare, musikkritiker, författare och översättare. Heikinheimo gjorde en betydande karriär som musikredaktör i tidningen Helsingin Sanomat.

## Biografi
Heikinheimo studerade piano för Erik Tawaststjerna samt musikvetenskap och klassisk filologi vid Helsingfors universitet, varifrån han utexaminerades som filosofie doktor 1972. Ämnet i doktorsavhandlingen var Karlheinz Stockhausen. Innan han blev musikredaktör i Helsingin Sanomat började han som musikkritiker i tidningen Uusi Suomi.
Som kritiker var Heikinheimo omtvistad, och till exempel pianisten Olli Mustonen medverkade inte alls i konserter i Helsingfors på många år efter att ha blivit sårad av Heikinheimos kritik. Hans kritik var ofta antingen prisande eller helt nedgörande.
Heikinheimo skrev också biografier om Martti Talvela, Oskar Merikanto och Aarre Merikanto. Därtill översatte han flera böcker från åtminstone engelska, ryska, tyska och svenska till finska. Han verkade också en kort tid som ordförande för Finskhetsförbundet och hade kraftigt negativ inställning till finlandssvenskhet och svenska språket.
Heikinheimo begick självmord 1997. Innan dess hade han skrivit en memoarbok som hette Mätämunan muistelmat (”Ett rötäggs bekännelser”). Boken kom ut postumt.